# Kate Ross
Katherine Jean Ross (21 giugno 1956 – Boston, 12 marzo 1998) è stata una scrittrice statunitense specializzata in narrativa poliziesca.

## Biografia
Nata nel 1956 da Edward A. Ross, studia al Wellesley College e alla Yale Law School prima di diventare avvocatessa per Sullivan & Worcester fino al 1981.
Esordisce nella narrativa gialla nel 1994 con La camera chiusa, primo di quattro libri ambientati durante la Reggenza inglese e aventi per protagonista il dandy Julian Kestrel.
Vincitrice nel 1998 di un premio Agatha, muore a 41 anni il 12 marzo 1998 a causa di un cancro al seno.

## Opere principali

### Serie Julian Kestrel
- La camera chiusa (Cut to the Quick), Milano, Mondadori, 1994 traduzione di Luciana Crepax ISBN 88-04-37928-6.
- Il vaso infranto (A Broken Vessel, 1995), Milano, Mondadori, 1996 traduzione di Luciana Crepax ISBN 88-04-40858-8.
- L'invidia degli dei (Whom the Gods Love, 1996), Milano, Il Giallo Mondadori N. 2636, 1999 traduzione di Grazia Maria Griffini
- Non voltarti mai indietro (The Devil in Music, 1997), Milano, Il Giallo Mondadori N. 2684, 2000 traduzione di Grazia Maria Griffini

### Racconti
- The Lullaby Cheat (1997) nell'antologia Crime Through Time
- The Unkindest Cut (1998) nell'antologia Past Poisons

### Saggi
- The Author; or, Lament of a Series Character (1996)

## Premi e riconoscimenti
- Gargoyle award for Best Historical Mystery: 1994 vincitrice con La camera chiusa
- Premio Agatha per il miglior romanzo: 1998 vincitrice con Non voltarti mai indietro
- Premio Dilys: 1998 finalista con Non voltarti mai indietro